# Kdyně
Kdyně település Csehországban, a Domažlicei járásban. Kdyně Všeruby, Brnířov, Černíkov, Nová Ves, Němčice, Zahořany, Úsilov, Loučim, Kout na Šumavě, Mrákov és Chodská Lhota településekkel határos. Lakosainak száma 5139 fő (2024. január 1.).

## Népesség
A település lakosságának változását az alábbi diagram mutatja:
| Lakosok száma | 4189 | 4646 | 4856 | 4193 | 4802 | 5197 | 5278 | 5169 | 4999 | 5139 |
|               | 1869 | 1900 | 1921 | 1961 | 1980 | 2011 | 2016 | 2019 | 2021 | 2024 |